# Alice Ayres

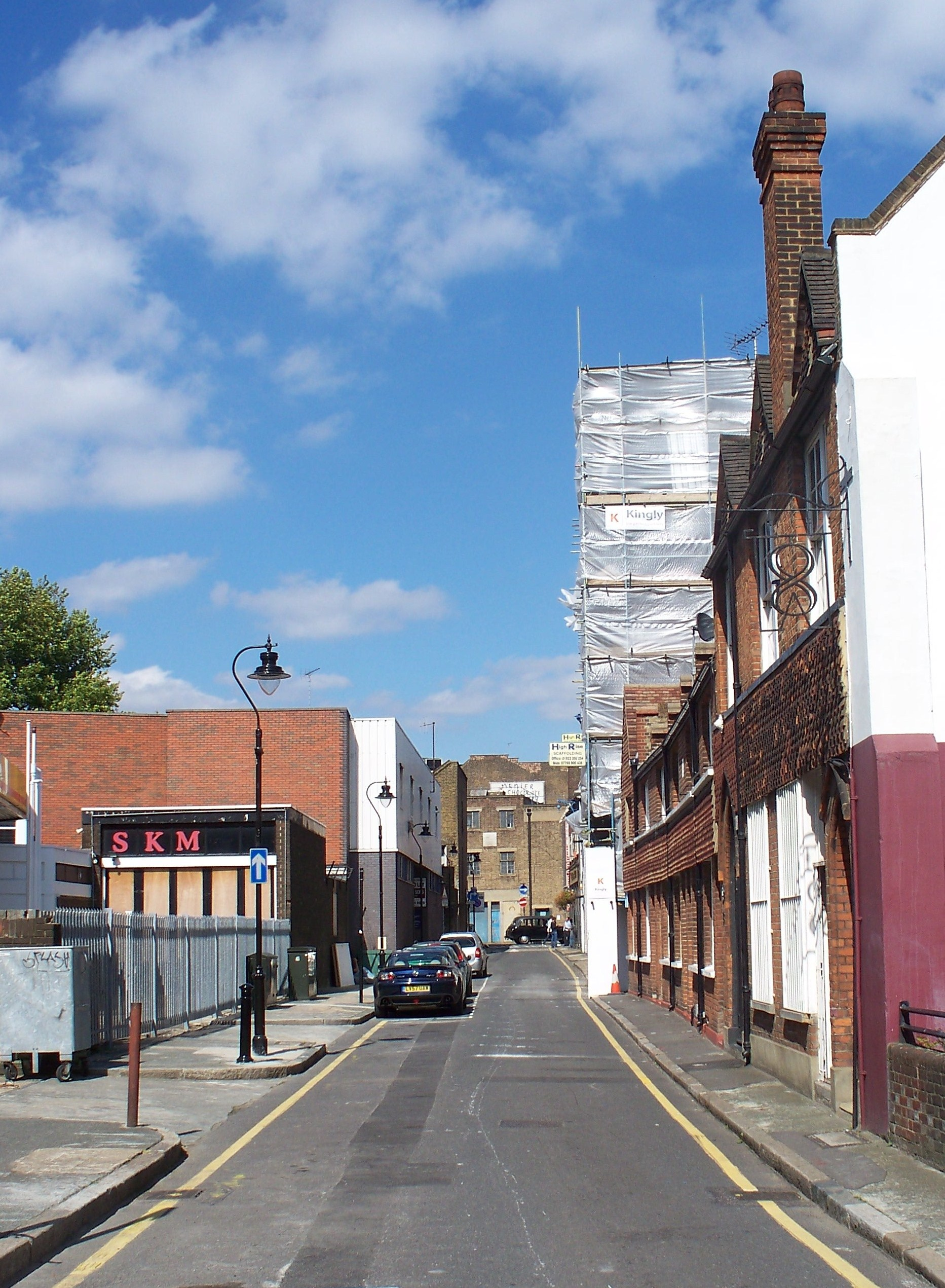
Ayres Street.

Alice Ayres, född 12 september 1859 i Isleworth, död 26 april 1885 i Southwark, var en engelsk barnsköterska som hedrades för sitt tappra försök att rädda barnen hon såg till vid en brand. År 1902 lades hennes namn till vid Memorial to Heroic Self Sacrifice och 1936 uppkallades en gata efter henne. Hon räddade tre barn ur den brinnande byggnaden, men föll slutligen från ett fönster och skadades så svårt att hon avled.
Fallet fick återigen uppmärksamhet då Patrick Marber 1997 skrev en teaterpjäs vid namn Closer och 2004 även en film baserad på händelsen.